# Le Vivier
Le Vivier är en kommun i departementet Pyrénées-Orientales i regionen Occitanien i södra Frankrike. Kommunen ligger i kantonen Sournia som tillhör arrondissementet Prades. År 2022 hade Le Vivier 66 invånare.

## Befolkningsutveckling
Antalet invånare i kommunen Le Vivier
| Referens: INSEE |